# Округ Римавска Собота
Округ Римавска Собота (слч. Okres Rimavská Sobota) округ је у Банскобистричком крају, у Словачкој Републици. Административно средиште округа је град Римавска Собота.

## Географија
Налази се у југоисточном дијелу Банскобистричког краја.
Граничи:
- на сјеверу је Округ Брезно,
- источно Округ Ревуца,
- западно Округ Полтар и Округ Лучењец,
- јужно Мађарска.

Клима је умјерено континентална.

## Становништво
| Година:    | 1994.  | 2004.   | 2014.   | 2024.   |
| ---------- | ------ | ------- | ------- | ------- |
| Број људи: | 82 144 | 82 773  | 84 752  | 79 455  |
| Разлика:   |        | +0,76 % | +2,39 % | -6,25 % |

| Година:    | 2023.  | 2024.   |
| ---------- | ------ | ------- |
| Број људи: | 79 655 | 79 455  |
| Разлика:   |        | -0,25 % |

Према подацима о броју становника из 2011. године округ је имао 84.867 становника. Словаци чине 47,49% становништва.
| Етнички састав (2011)‍ | Етнички састав (2011)‍ | Етнички састав (2011)‍ | Етнички састав (2011)‍ | Етнички састав (2011)‍ |
| --------------------- | --------------------- | --------------------- | --------------------- | --------------------- |
|                       |                       |                       |                       |                       |
| Словаци               | Словаци               |                       | 0                     | 47,49%                |
| Мађари                | Мађари                |                       | 0                     | 35,95%                |
| Роми                  | Роми                  |                       | 0                     | 6,21%                 |
| остали, непознато     | остали, непознато     |                       | 0                     | 10,35%                |

## Насеља
У округу се налази три града и 104 насељених мјеста. Градови су Римавска Собота, Тисовец и Хнуштја.